# 亨利·雷伯恩
亨利·雷伯恩爵士 FRSE RA （Sir Henry Raeburn /ˈreɪbərn/；1756年3月4日—1823年7月8日）是一名苏格兰肖像画画家，是乔治四世的御用画家。

## 生平

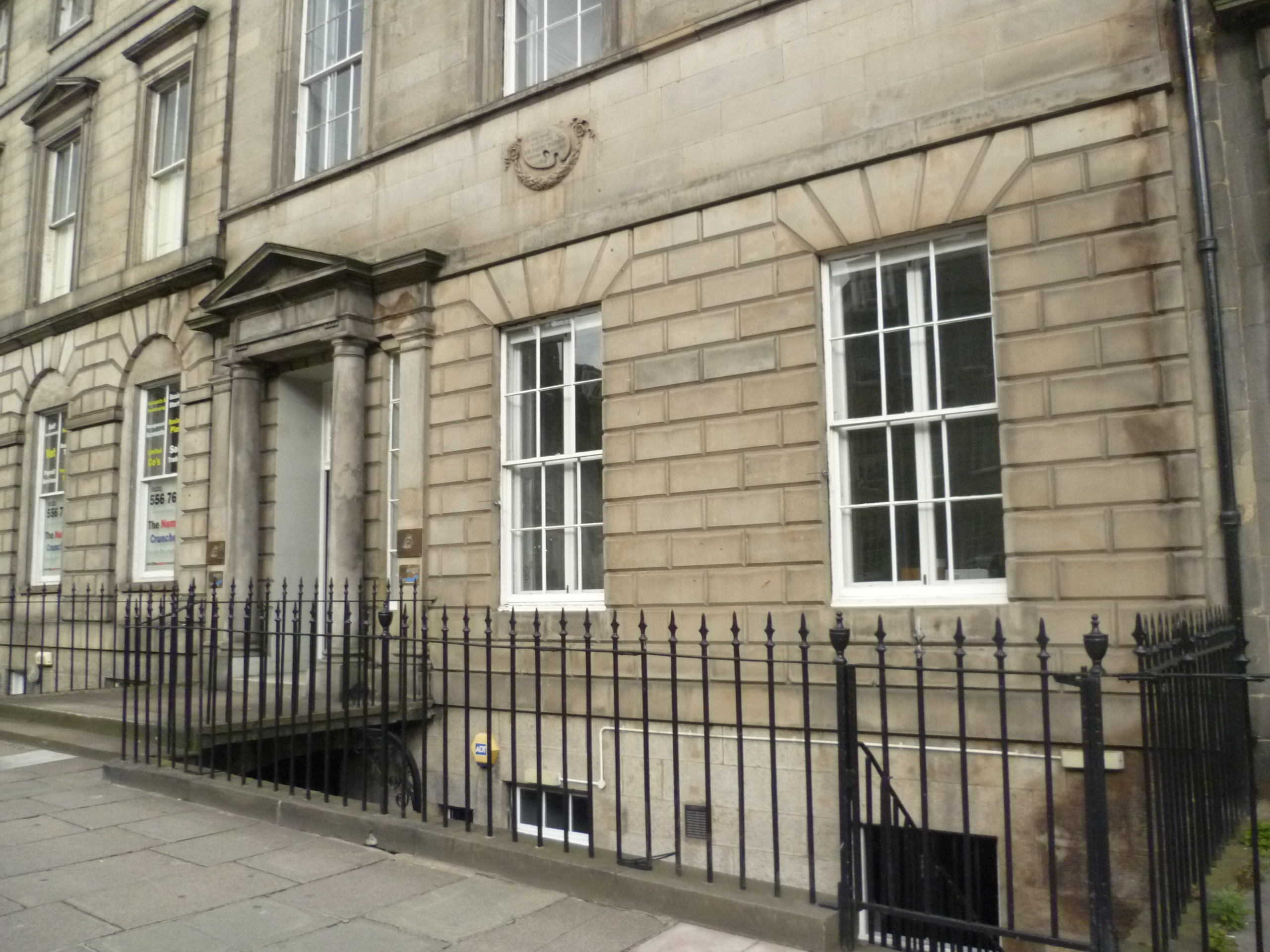
雷伯恩在爱丁堡新城的工作室

他出生于苏格兰爱丁堡斯托克布里奇（Stockbridge），小时候就有绘画的爱好。经约书亚·雷诺兹推荐到意大利采风，1787年返回爱丁堡之后开始自己的事业，为当时的许多苏格兰名流绘制过肖像。1822年8月29日在乔治四世访问苏格兰时获封骑士，并被任命为御用画师（limner）。次年，他在爱丁堡去世。